# Ficus tremula
Ficus tremula är en mullbärsväxtart. Ficus tremula ingår i släktet fikonsläktet, och familjen mullbärsväxter.

## Underarter
Arten delas in i följande underarter:
- F. t. acuta
- F. t. kimuenzensis
- F. t. tremula